# Superpuchar Europy UEFA 2003
Mecz o Superpuchar Europy 2003 został rozegrany 29 sierpnia 2003 roku na stadionie Ludwika II w Monako pomiędzy Milanem, zwycięzcą Ligi Mistrzów UEFA 2002/2003 oraz FC Porto, triumfatorem Pucharu UEFA 2002/2003. Milan wygrał mecz 1:0, tym samym zdobywając Superpuchar Europy po raz czwarty w historii klubu.

## Droga do meczu

### FC Porto
| Sezon   | Rozgrywki   | Runda | Przeciwnik       | Dom            | Wyjazd         | Ogólnie        |
| ------- | ----------- | ----- | ---------------- | -------------- | -------------- | -------------- |
| 2002/03 | Puchar UEFA | 1R    | Polonia Warszawa | 6–0            | 0–2            | 6–2            |
| 2002/03 | Puchar UEFA | 2R    | Austria Wiedeń   | 2–0            | 1–0            | 3–0            |
| 2002/03 | Puchar UEFA | 3R    | RC Lens          | 3–0            | 0–1            | 3–1            |
| 2002/03 | Puchar UEFA | 1/8   | Denizlispor      | 6–1            | 2–2            | 8–3            |
| 2002/03 | Puchar UEFA | 1/4   | Panathinaikos AO | 0–1            | 2–0            | 2–1, Dogr.     |
| 2002/03 | Puchar UEFA | 1/2   | S.S. Lazio       | 4–1            | 0–0            | 4–1            |
| 2002/03 | Puchar UEFA | F     | Celtic F.C.      | 3–2 (N), Dogr. | 3–2 (N), Dogr. | 3–2 (N), Dogr. |

### A.C. Milan
| Sezon   | Rozgrywki     | Runda         | Przeciwnik          | Dom             | Wyjazd          | Ogólnie         |
| ------- | ------------- | ------------- | ------------------- | --------------- | --------------- | --------------- |
| 2002/03 | Liga Mistrzów | 3Q            | Slovan Liberec      | 1–0             | 1–2             | 2–2, w.         |
| 2002/03 | Liga Mistrzów | 1r gr Grupa G | RC Lens             | 2–1             | 1–2             | 1. miejsce      |
| 2002/03 | Liga Mistrzów | 1r gr Grupa G | Deportivo La Coruña | 1–2             | 4–0             | 1. miejsce      |
| 2002/03 | Liga Mistrzów | 1r gr Grupa G | Bayern Monachium    | 2–1             | 2–1             | 1. miejsce      |
| 2002/03 | Liga Mistrzów | 2r gr Grupa C | Real Madryt         | 1–0             | 1–3             | 1. miejsce      |
| 2002/03 | Liga Mistrzów | 2r gr Grupa C | Borussia Dortmund   | 0–1             | 1–0             | 1. miejsce      |
| 2002/03 | Liga Mistrzów | 2r gr Grupa C | Lokomotiw Moskwa    | 1–0             | 1–0             | 1. miejsce      |
| 2002/03 | Liga Mistrzów | 1/4           | AFC Ajax            | 3–2             | 0–0             | 3–2             |
| 2002/03 | Liga Mistrzów | 1/2           | Inter Mediolan      | 0–0             | 1–1             | 1–1, w.         |
| 2002/03 | Liga Mistrzów | F             | Juventus F.C.       | 0–0 (N), k: 3–2 | 0–0 (N), k: 3–2 | 0–0 (N), k: 3–2 |

## Szczegóły meczu
Spotkanie finałowe odbyło się 29 sierpnia 2003 na Stadionie Ludwika II w Monako. Frekwencja na stadionie wyniosła 16 885 widzów. Mecz sędziował Graham Barber z Anglii. Mecz zakończył się zwycięstwem Milanu 1:0 po bramce Andrija Szewczenki w 10. minucie.
| 29 sierpnia 2003 | Milan · Szewczenko 10' | 1:0Raport | FC Porto | Stadion Ludwika II, Monako Widzów: 16 885 Sędzia: Graham Barber |
|                  |                        |           |          |                                                                 |

| Milan | Porto |

| AC MILAN        |    |                   |      |     |
|                 |    |                   |      |     |
| BR              | 1  | Dida              |      |     |
| OB              | 14 | Dario Šimić       |      |     |
| OB              | 13 | Alessandro Nesta  |      |     |
| OB              | 3  | Paolo Maldini (c) |      |     |
| OB              | 26 | Giuseppe Pancaro  |      |     |
| PO              | 10 | Rui Costa         |      | 85' |
| PO              | 8  | Gennaro Gattuso   |      |     |
| PO              | 21 | Andrea Pirlo      | 83'  |     |
| PO              | 20 | Clarence Seedorf  | 19'  | 71' |
| NA              | 7  | Andrij Szewczenko |      | 76' |
| NA              | 9  | Filippo Inzaghi   |      |     |
| Rezerwowi:      |    |                   |      |     |
| BR              | 77 | Christian Abbiati |      |     |
| OB              | 2  | Cafu              |      | 85' |
| OB              | 24 | Martin Laursen    |      |     |
| PO              | 23 | Massimo Ambrosini | 90+' | 71' |
| PO              | 27 | Serginho          |      |     |
| NA              | 11 | Rivaldo           |      | 76' |
| NA              | 15 | Jon Dahl Tomasson |      |     |
| Trener:         |    |                   |      |     |
| Carlo Ancelotti |    |                   |      |     |

| FC PORTO      |    |                    |      |     |
|               |    |                    |      |     |
| BR            | 99 | Vítor Baía         |      |     |
| OB            | 22 | Paulo Ferreira     |      |     |
| OB            | 2  | Jorge Costa (c)    |      |     |
| OB            | 4  | Ricardo Carvalho   |      |     |
| OB            | 5  | Ricardo Costa      |      |     |
| PO            | 6  | Costinha           |      | 67' |
| PO            | 10 | Deco               |      |     |
| PO            | 18 | Maniche            | 90+' |     |
| NA            | 15 | Dmitrij Aleniczew  |      | 75' |
| NA            | 11 | Derlei             |      |     |
| NA            | 77 | Benny McCarthy     |      | 60' |
| Rezerwowi:    |    |                    |      |     |
| BR            | 13 | Nuno               |      |     |
| OB            | 3  | Pedro Emanuel      |      |     |
| OB            | 17 | José Bosingwa      |      | 67' |
| OB            | 30 | Mário Silva        |      |     |
| PO            | 23 | Pedro Mendes       |      |     |
| PO            | 25 | Ricardo Fernandes  | 86'  | 75' |
| NA            | 9  | Edgaras Jankauskas |      | 60' |
| Trener:       |    |                    |      |     |
| José Mourinho |    |                    |      |     |

| Superpuchar Europy (2003) |
| ------------------------- |
| Włochy                    |
| A.C. Milan Czwarty Tytuł  |